# Kathleen Shaw
Gertrude Kathleen Shaw (18 gennaio 1903 – 18 gennaio 1983) è stata una pattinatrice artistica su ghiaccio britannica, specializzata nel singolo.

## Palmarès
| Evento                          | 1924 | 1925 | 1926 | 1927 | 1928 | 1929 | 1930 |
| ------------------------------- | ---- | ---- | ---- | ---- | ---- | ---- | ---- |
| Giochi olimpici invernali       | 7°   |      |      |      | 14°  |      |      |
| Campionati mondiali             |      | 4°   | 3°   |      | 6°   |      |      |
| Campionati europei              |      |      |      |      |      |      | 8°   |
| Campionati nazionali britannici |      |      |      | 1°   |      | 1°   | 1°   |